# Сейм (село)
Сейм (рос. Сейм) — село в Мантуровському районі Курської області Російської Федерації.
Населення становить 2564 особи. Входить до складу муніципального утворення Сеймська сільрада.

## Історія
Населений пункт розташований на території українського етнічного та культурного краю Східна Слобожанщина.
Від 2004 року входить до складу муніципального утворення Сеймська сільрада.

## Населення
| 2002 | 2010  |
| ---- | ----- |
| 2726 | ↘2564 |